# South Windsor (Connecticut)
South Windsor est une ville située dans le comté de Hartford, dans l'État du Connecticut (États-Unis). Lors du recensement de 2010, South Windsor avait une population totale de 25 709 habitants.

## Géographie
Selon le Bureau du recensement des États-Unis, la superficie de la municipalité est de 28,67 milles carrés (74,25 km2), dont 28,06 milles carrés (72,68 km2) de terres et 0,61 milles carrés (1,58 km2) de plans d'eau (soit 2,11 %).

## Histoire
South Windsor devient une municipalité en 1845, en se séparant d'East Windsor.

## Démographie
D'après le recensement de 2000, il y avait 24 412 habitants, 8 905 ménages, et 6 767 familles dans la ville. La densité de population était de 337,1 hab/km2. Il y avait 9 071 maisons avec une densité de 125,3 maisons/km2. La décomposition ethnique de la population était : 91,50 % blancs ; 2,95 % noirs ; 0,18 % amérindiens ; 3,71 % asiatiques ; 0,03 % natifs des îles du Pacifique ; 0,66 % des autres races ; 0,96 % de deux ou plus races. 2,27 % de la population était hispanique ou Latino de n'importe quelle race.
Il y avait 8 905 ménages, dont 38,5 % avaient des enfants de moins de 18 ans, 65,7 % étaient des couples mariés, 7,5 % avaient une femme qui était parent isolé, et 24,0 % étaient des ménages non-familiaux. 19,8 % des ménages étaient constitués de personnes seules et 6,9 % de personnes seules de 65 ans ou plus. Le ménage moyen comportait 2,72 personnes et la famille moyenne avait 3,16 personnes.
Dans la ville la pyramide des âges était 27,4 % en dessous de 18 ans, 5,0 % de 18 à 24, 29,7 % de 25 à 44, 26,0 % de 45 à 64, et 11,9 % qui avaient 65 ans ou plus. L'âge médian était 39 ans. Pour 100 femmes, il y avait 93,0 hommes. Pour 100 femmes de 18 ans ou plus, il y avait 88,7 hommes.
Le revenu médian par ménage de la ville était 73 990 dollars US, et le revenu médian par famille était $82 807. Les hommes avaient un revenu médian de $55 703 contre $38 665 pour les femmes. Le revenu par habitant de la ville était $30 966. 1,8 % des habitants et 1,5 % des familles vivaient sous le seuil de pauvreté. 0,8 % des personnes de moins de 18 ans et 4,6 % des personnes de plus de 65 ans vivaient sous le seuil de pauvreté.
| 1850  | 1860  | 1870  | 1880  | 1890  | 1900  |
| ----- | ----- | ----- | ----- | ----- | ----- |
| 1 638 | 1 789 | 1 688 | 1 902 | 1 736 | 2 014 |

| 1910  | 1920  | 1930  | 1940  | 1950  | 1960  |
| ----- | ----- | ----- | ----- | ----- | ----- |
| 2 051 | 2 142 | 2 535 | 2 863 | 4 066 | 9 460 |

| 1970   | 1980   | 1990   | 2000   | 2010   | - |
| ------ | ------ | ------ | ------ | ------ | - |
| 15 553 | 17 198 | 22 090 | 24 412 | 25 709 | - |